# Rudolf Hess minnesmarsch

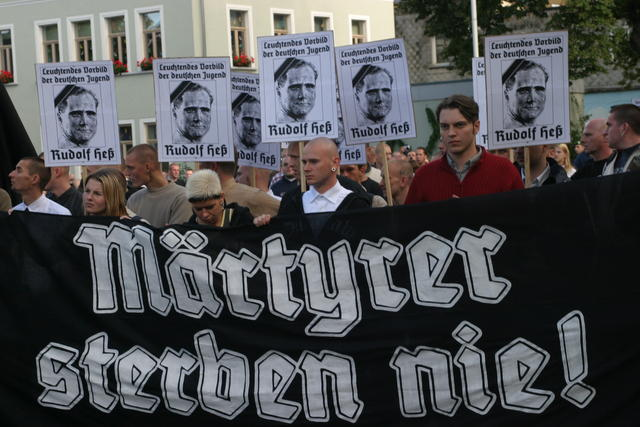
Nynazister marscherar genom Wunsiedel till minne av Rudolf Hess. På banderollen står det "Märtyrer sterben nie!", det vill säga "Martyrer dör aldrig!".

Rudolf Hess minnesmarsch var en årlig demonstration som anordnades av tyska nynazister runt den 17 augusti. De flesta demonstrationerna ägde rum i Wunsiedel i Tyskland. Detta förekom även i andra städer då demonstrationen förbjöds i Wunsiedel.

## Demonstrationens historia
En dag efter Rudolf Hess död i Spandaufängelset den 17 augusti 1987 anordnades demonstrationer i Tyskland och Österrike med ett litet antal deltagare, till exempel i Hamburg, Berlin, München och Wien. Dessutom belägrade nynazister kyrkogården i Wunsiedel i Franken under två veckor, för att inte missa begravningen, från vilken de slutligen uteslöts.
Våren 1988 anordnade Berthold Dinter den första minnesmarschen för Rudolf Hess, som skulle hållas på Hess dödsdag den 17 augusti. Dinter organiserade marschen tillsammans med en grupp som leddes av nynazisterna Michael Kühnen och Christian Worch. Kühnen formulerade sitt mål med marschen att aldrig låta Wunsiedel vila. Händelsen förbjöds först, men godkändes senare i domstol av advokaten Jürgen Rieger i Hamburg. Omkring 120 nynazister och nazister deltog i den första minnesmarschen den 17 augusti 1988. År 1989 deltog en grupp belgiska nynazister i demonstrationen för första gången. Sommaren 1990 hade marschen cirka 1 600 deltagare.
Denna utveckling ledde också till starkare protester från borgerliga och antifascistiska kretsar. På grund av dessa motaktiviteter infördes ett demonstrationsförbud i Landkreis Wunsiedel im Fichtelgebirge efter 1990, vilket tvingade arrangörerna att flytta marschen till andra städer. År 1991 demonstrerade omkring 3 000 personer i Bayreuth mot förbudet i Wunsiedel. En rikstäckande antifascistisk demonstration anordnades, där 2 500 personer deltog. År 1992, på Hess dödsdag, ägde en alternativ marsch rum i Rudolstadt, där medlemmar i Nationalsozialistischer Untergrund också deltog. Rudolstadt skulle komma att bli marschens nya plats, och i augusti reste nästan 2 000 nynazister från hela Tyskland till Rudolstadt.

### Demonstrationer utanför Tyskland
År 1994 anordnades demonstrationer i hela Tyskland mot de ledande personerna för Hessmarscherna, som Worch och Rieger. Polisen förhindrade nu också konsekvent alla försök från nynazisterna att marschera i Tyskland vid dödsdagen. Marschen flyttades därmed utomlands, till exempel till Luxemburg eller 1995 till Roskilde i Danmark, utan någon större framgång. Hessmarschen arrangerades även i Trollhättan i Sverige 1996.

### Demonstrationen i Trollhättan 1996
Hessmarschen anordnades den 17 augusti 1996 i Trollhättan. 400 poliser, 300 nazister och ungefär lika många motdemonstranter samlades. Nazister från Storbritannien, Nederländerna och Danmark anslöt till marschen. Hessmarschen initierades av fängelseorganisationen Gula Korset, och organiserades av Nationalsocialistisk front i Karlskrona, som beslutade att den skulle hållas i Trollhättan; staden var vid mitten av 1990-talet var ett stort fäste för nazism i Sverige, tack vare stadens filial av Nationalsocialistisk front, som leddes av Andréas Johansson. Efter en debatt i massmedia hade polisen dragit in marschtillståndet och tillät endast ett stillastående möte vid Trollhättans järnvägsstation. Sju nazister greps i samband med marschen.

### Demonstrationsförbud
Förbud mot demonstrationer i hela Tyskland och över 500 gripanden gjorde offentliga jubileer för nynazisterna mer eller mindre omöjliga 1997. Den sista paraden hölls 1999.
Jürgen Rieger gjorde återupprepade försök att återuppliva marschen, något som godkändes av den bayerska förvaltningsdomstolen 2001. Mellan 2001 och 2004 var det återigen demonstrationer med tre till fyrsiffriga antal deltagare.
Marschen har sedan 2005 förbjudits.